# Тёмные древолазы
Тёмные древолазы (лат. Colostethus) — род бесхвостых земноводных из семейства древолазов.

## Классификация
На февраль 2023 года в род включают 12 видов:
- Colostethus agilis Lynch and Ruiz-Carranza, 1985
- Colostethus furviventris Rivero and Serna, 1991
- Colostethus imbricolus Silverstone, 1975 — Пятнистоголубой древолаз
- Colostethus inguinalis (Cope, 1868) — Тёмногорлый древолаз
- Colostethus jacobuspetersi Rivero, 1991
- Colostethus latinasus (Cope, 1863) — Пограничный древолаз
- Colostethus lynchi Grant, 1998
- Colostethus mertensi (Cochran and Goin, 1964) — Древолаз Mepтенса
- Colostethus panamansis (Dunn, 1933)
- Colostethus pratti (Boulenger, 1899) — Тёмнополосый древолаз
- Colostethus thorntoni (Cochran and Goin, 1970)
- Colostethus ucumari Grant, 2007